# Danlamp
Danlamp er en dansk virksomhed, der har produceret glødepærer siden 1931 og er i dag den eneste glødepærefabrikant i Danmark. Det oprindelige navn var Dansk Glødelampefabrik A/S og da fabrikken startede sin produktion var der 10 ansatte. Man producerede alle gængse lamper fra 10 til 300W.

## Moderne produktion i 1950’erne
I starten af 1950'erne blev produktionen af glødelampen mere og mere automatiseret rundt om i verden og fabrikken i Aabenraa, sakkede bagefter. Man havde en meget stabil og dygtig medarbejderstab, men havde ikke et produktionsapparat, der kunne lave stordrift. I 1951 ansatte man en tysk ingeniør til at optimere fabrikkens produktion.
I 1966 købte  Søren Madsen  Danlamp og det fik afgørende indflydelse på virksomhedens udvikling.
Søren Madsen producerede lamper i København på en fabrik, som han ejede sammen med Philips, men var interesseret i en mindre fabrik til produktion af speciallamper. Søren Madsen investerede i specialmaskiner og måleudstyr og ændrede Danlamps strategi på grund af øget konkurrence på verdensmarkedet. Fokus kom nu til at ligge på det internationale nichemarked for udvikling og produktion af specialiserede glødelamper. Siden da er eksporten vokset til mere end 80 % af den totale produktion.

## Vækst og lyse ideer
Søren Madsen introducerede en række lanternelygter til skibe og lamper til trafiksignaler. De nye stærke lanternelamper opnåede godkendelser efter flere internationale standarder – og kunne samtidig bruges i skibenes eksisterende lys-installationer. 
Madsen opfandt lavspændings-trafiksignalet, der stadig bruges i hele Nordeuropa og han udviklede tillige signallamper til jernbanerne i bl.a. Danmark, Norge og England. 
På samme tidspunkt ændrede man varemærket til SM, der hurtigt blev et kendt og respekteret internationalt brand, særlig indenfor skibsfarten. 
I 1998 skiftede virksomheden navn til det nuværende og mere mundrette Danlamp A/S og i 2007 overtog den nuværende ejer, og tidligere produktionsleder gennem 10 år, Jan Vesterlund, fabrikken.